# Hawthorne Bluff
Das Hawthorne Bluff ist ein Felsenkliff im ostantarktischen Viktorialand. Es ragt am südlichen Ende der McAllister Hills auf.
Das Advisory Committee on Antarctic Names benannte es 2004 nach der Fotografin Ann Parks Hawthorne, welche die Kampagnen des United States Antarctic Program zwischen 1984 und 2003 fotografisch dokumentiert hatte.